# Аллея Героев Советского Союза, Героев Социалистического Труда и воинов-интернационалистов
Аллея Героев Советского Союза, Героев Социалистического Труда и воинов-интернационалистов — памятник, объект культурного наследия в Ростовской области

## Расположение
Памятник расположен в городе Белая Калитва. Место расположения — парк культуры и отдыха им. Маяковского.
Городскому парку Белой калитвы можно только позавидовать. Идеальная чистота и порядок, зеленые газоны. Именно здесь, у самого входа в парк расположена Аллея Героев Советского Сюза, Героев Социалистического Труда и воинов-интернационалистов.

## История
В Великую Отечественную войну Белая Калитва находилась под оккупацией полгода (с 20 июля 1942 г. по 19 января 1943). Её освобождение проходило в зоне Сталинградской битвы. В то тяжелое для страны и города время 3 десятка солдат восьми национальностей под командованием лейтенанта Аннаклыча Атаева повторили под Белой Калитвой подвиг панфиловцев; эскадрон 112-й Башкирской кавалерийской дивизии взял высоту и держал её более суток. А. Атаеву было присвоено звание Героя Советского Союза посмертно. Вместе со всеми на фронтах Великой Отечественной войны героически сражались свыше 15 тысяч белокалитвинцев, около 2 тысяч — отдали самое дорогое — свою жизнь за свободу Родины. За боевые подвиги в годы Великой Отечественной войны 18 человек удостоены звания Героя Советского Союза, 3-е являются полными кавалерами Ордена Славы…

## Координаты
РЕГИСТРАЦИОННЫЙ НОМЕР
611510363630005
КАТЕГОРИЯ ИСТОРИКО-КУЛЬТУРНОГО ЗНАЧЕНИЯ
Регионального значения
ВИД ОБЪЕКТА
Памятник
ОСНОВНАЯ ТИПОЛОГИЯ
Памятник истории
СВЕДЕНИЯ О ДАТЕ СОЗДАНИЯ
1985 г.
АДРЕС ОБЪЕКТА (МЕСТОНАХОЖДЕНИЕ)
Ростовская область, Белокалитвинский район, город Белая Калитва, ул. Парковая, 1-б
НАИМЕНОВАНИЕ, ДАТА И НОМЕР РЕШЕНИЯ ОРГАНА ГОСУДАРСТВЕННОЙ ВЛАСТИ О ПОСТАНОВКЕ ОБЪЕКТА НА ГОСУДАРСТВЕННУЮ ОХРАНУ
Решение Ростовского областного Совета народных депутатов (Малый Совет) «О принятии на государственную охрану памятников истории и культуры в Ростовской области» № 301 от 18.11.1992 г.